# Bandiere di preghiera tibetane

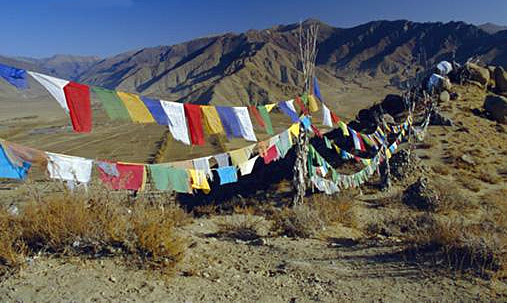
Bandiere di preghiera lungo un sentiero di montagna in Nepal

Le bandiere di preghiera tibetane (Tibetano: lung-ta, Wylie: rlung-rta) sono delle piccole bandierine di stoffa colorata, che vengono spesso appese sulla cima delle montagne o sugli alti picchi dell'Himalaya per benedire i luoghi nei dintorni o anche per altri motivi. Si crede che le bandiere di preghiera siano nate con la bön, antica religione tibetana precedente al buddismo.
Nella religione bön lo sciamano Bonpo utilizzava i colori primari per le bandierine, allo scopo di onorare le cerimonie in Nepal. Esse sono sconosciute in altre scuole buddhiste. 
Le bandiere di preghiera tradizionali riportano testo e immagini stampate.

## Storia
Nei sutra indiani si parla di bandiere colorate; esse furono trasmesse ad altre regioni del mondo come bandiere di preghiera. La leggenda ascrive le origini delle bandiere colorate al Buddha storico, le cui preghiere erano scritte sulle bandiere militari usate dai deva contro i loro avversari, gli asura. La leggenda potrebbe aver dato ai bhikku indiani una ragione per trasfigurare il significato originario delle bandiere in un simbolo dell'ahimsa. La religione indiana fu portata in Tibet a partire dall'800 d.C., e le bandiere di preghiera furono introdotte nel 1040 d.C., epoca in cui furono modificate. Il monaco indiano Atisha (980-1054 d.C.) introdusse la pratica indiana di stampare le bandiere di preghiera in Tibet e Nepal.
Durante la grande rivoluzione culturale, l'uso delle bandiere di preghiera fu scoraggiato ma non del tutto eliminato. Molti stili tradizionali, tuttavia, possono essere andati perduti. Ai giorni nostri esistono diversi stili di bandiere di preghiera, osservabili in tutta la regione tibetana.

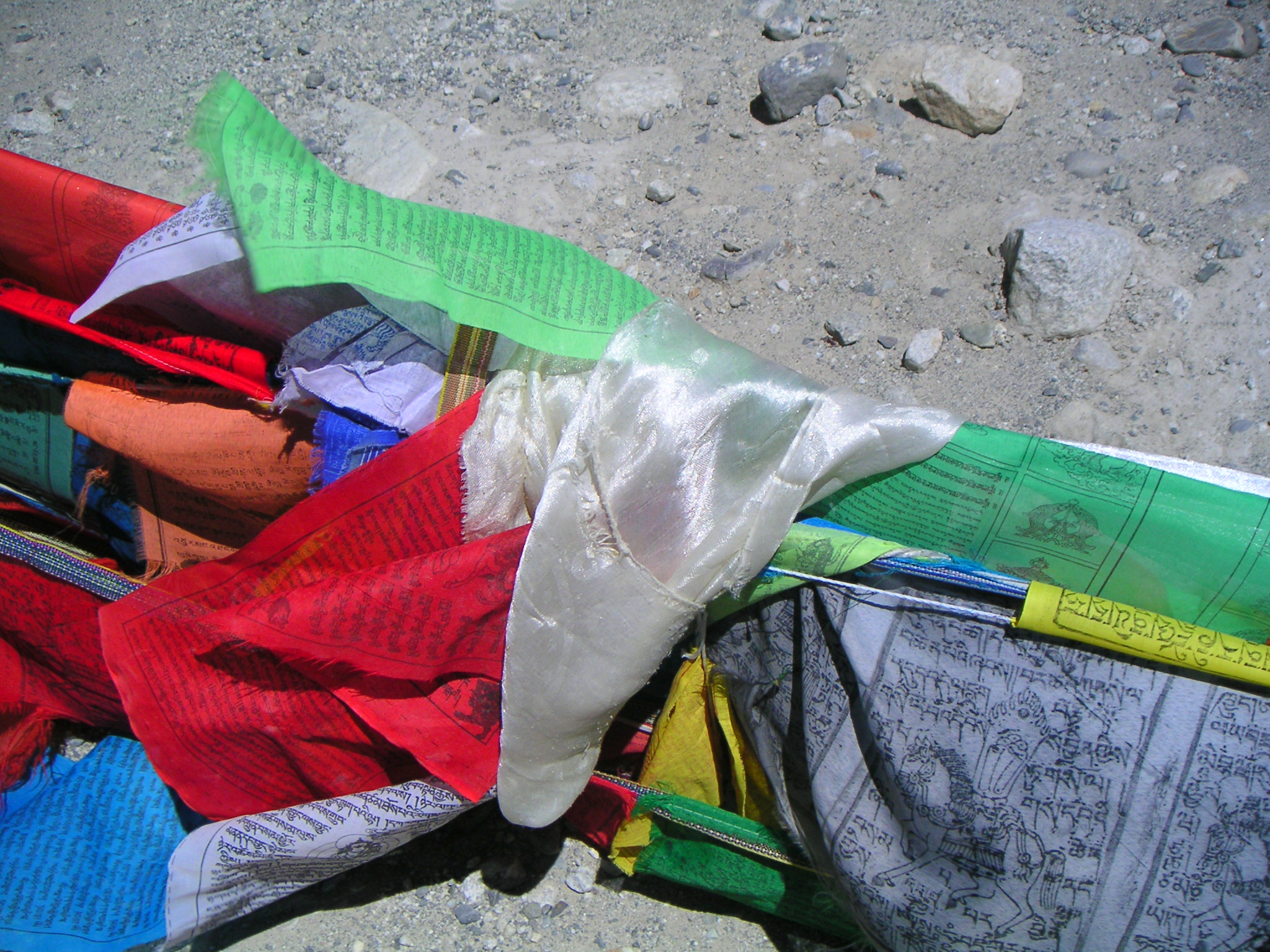
Le bandiere di preghiera viste da vicino, sul versante tibetano dell'Everest

## Lo stilelung taedarchor

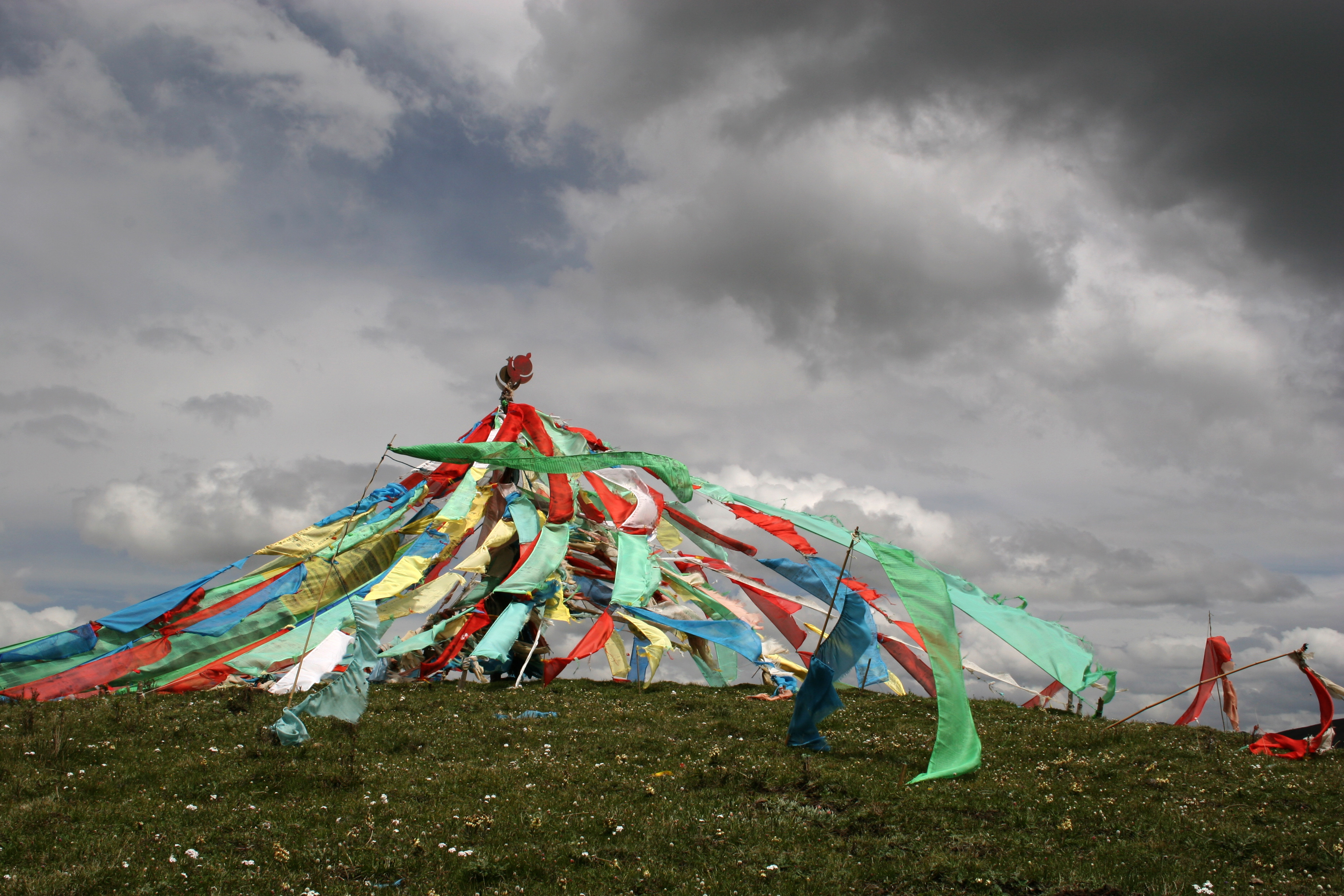
Bandiere di preghiera sui monti Qilian, Cina

Esistono due tipi di bandiere di preghiera: orizzontali, chiamate lung-ta (traducibile come "cavalli del vento"), e quelle verticali, chiamate darchor (wylie: dar-lcog, tradotto come "asta della bandiera").
Le bandiere lung-ta (orizzontali) sono quadrate o rettangolari, legate tra loro dall'alto attraverso una lunga corda. Sono normalmente appese in diagonale dall'alto al basso tra due oggetti (una roccia e la cima di un palo) in luoghi alti come sul tetto di un tempio, monastero, stupa, sentieri di montagna. 
Le bandiere darchor (verticali) sono solitamente rettangoli larghi, attaccati a dei pali in verticale. Queste bandiere sono solitamente piantate nel terreno, sulle montagne, sui tumuli, in cima ai tetti, e iconograficamente sono legati alla figura del Dhvaja.

## I colori e il loro ordine

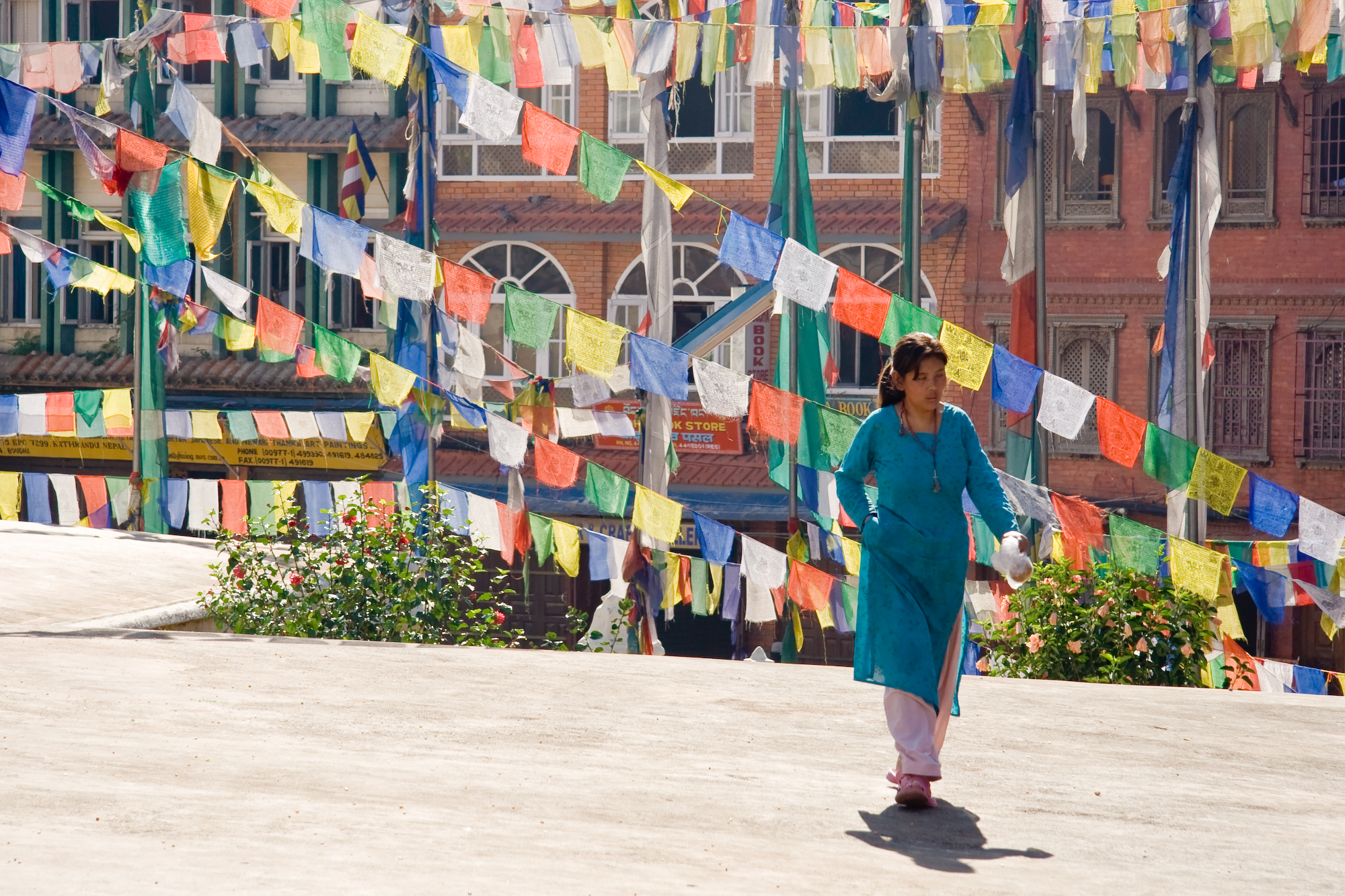
Bandiere di preghiera a Kathmandu, Nepal.

Tradizionalmente le bandiere di preghiera sono legate in set da cinque, ognuna di un colore diverso. I cinque colori sono sistemati da sinistra a destra in uno specifico ordine: blu, bianco, rosso, verde e giallo. I cinque colori rappresentano i cinque elementi e le "Cinque pure luci". Diversi elementi sono associati con i diversi colori, scopi e sadhana.
- il blu simboleggia il cielo e lo spazio;
- il bianco simboleggia l'aria;
- il rosso simboleggia il fuoco;
- il verde simboleggia l'acqua;
- il giallo simboleggia la terra.

Secondo la medicina tradizionale tibetana, salute e benessere sono il frutto del bilanciamento dei cinque elementi.

## Simboli e preghiere

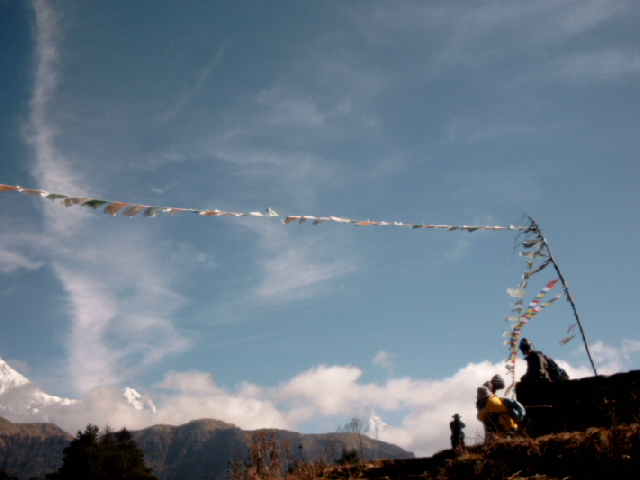
Bandiere di preghiera in Nepal

Al centro delle bandiere di preghiera tradizionalmente si trova il Lung-ta ("cavallo del vento") che porta tre gioielli in fiamme (ratna) sulla sua schiena. Il Ta (cavallo) è il simbolo della velocità e della trasformazione della sfortuna in buona fortuna. I tre gioielli fiammeggianti simboleggiano il Buddha, il Dharma e il Sangha, ovvero i tre pilastri della filosofia buddhista.
Intorno alla figura principale sono dipinti circa 400 mantra, ognuno dedicato ad una specifica divinità. Tra queste troviamo i grandi bodhisattva quali Padmasambhava (Guru Rimpoche), Avalokiteśvara (il bodhisattva della grande compassione e patrono del popolo tibetano), e Mañjuśrī.
Oltre ai mantra, le bandiere di preghiera per augurare longevità e buona fortuna, sono spesso dedicate anche alla persona che appende le bandiere. 
I quattro animali che si trovano ai quattro angoli delle bandiere, conosciuti anche come "Quattro Dignità", sono: il drago, garuḍa, la tigre, e il leone delle nevi.

## Simbolismo e tradizione
Tradizionalmente le bandiere di preghiera sono usate per promuovere la pace, la compassione, la forza e la saggezza. Le bandiere non contengono preghiere per gli dèi. I tibetani credono piuttosto che i mantra vengano sparsi dal vento, e le buone intenzioni e la compassione pervada lo spazio intorno. Di conseguenza si crede che le bandiere di preghiera portino beneficio a tutti. 
Appendendo una bandiera in un luogo alto, si porta la benedizione dipinta sulla bandiera a tutti gli esseri. Quando il vento passa sulla superficie delle bandiere, le quali sono sensibili ad ogni cambiamento e movimento del vento, l'aria si purifica e viene resa sacra dai mantra. 
Le preghiere sulle bandiere diventano parte permanente dell'universo, mentre l'immagine sbiadisce a causa dell'esposizione agli elementi. Proprio come la vita va avanti e viene rimpiazzata da nuova vita, i tibetani rinnovano le loro speranze per il mondo continuando ad appendere nuove bandiere di fianco a quelle vecchie. Questo atto simboleggia il fatto di dare il benvenuto ai cambiamenti della vita e il riconoscimento che ogni essere è parte di un circolo più grande. 
I simboli e i mantra sulle bandiere sono sacri, dovrebbero essere trattati con rispetto. Esse non dovrebbero essere mai poggiate sul pavimento o usate come vestiario. Le bandiere vecchie dovrebbero essere bruciate. 

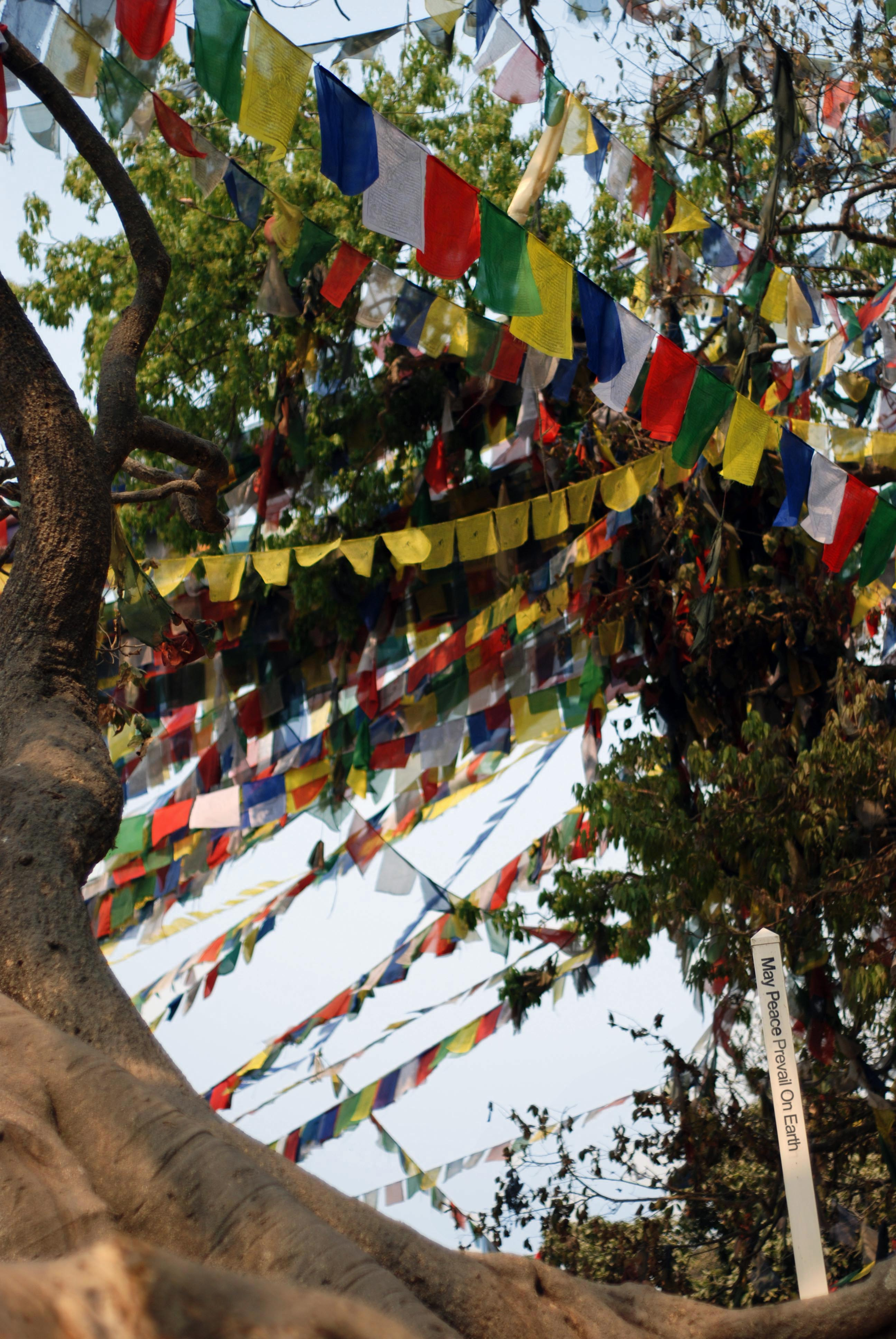
Bandiere di preghiera a Swayambunath, Kathmandu.
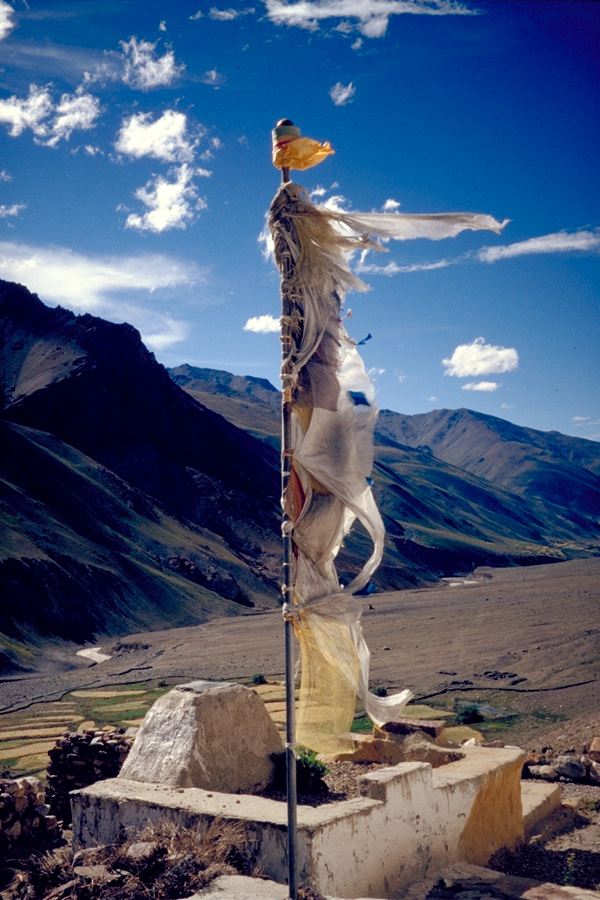
Bandiere di preghiera stile Darchor, India del nord.
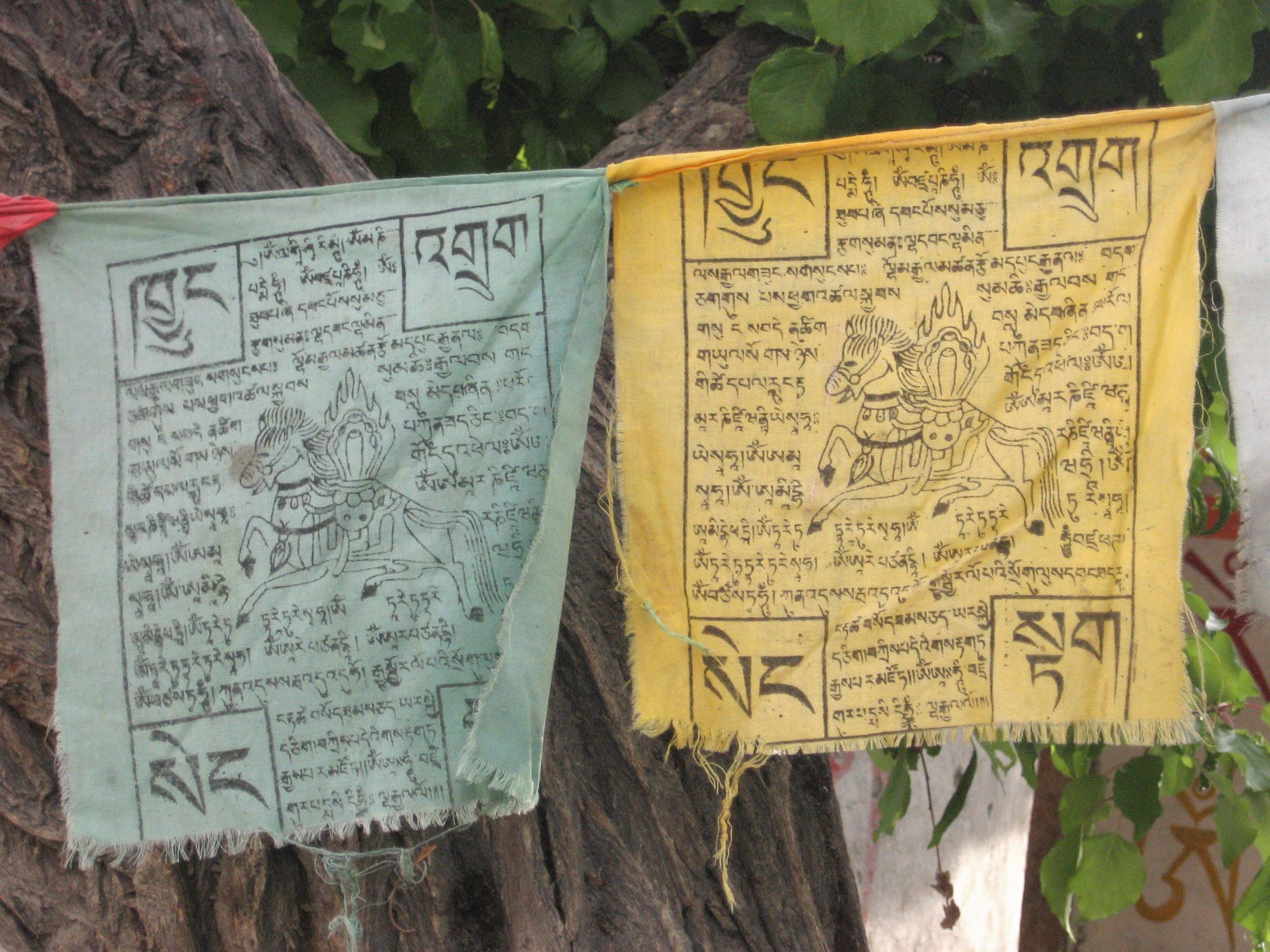
Primo piano delle bandiere Lung-ta, Ladakh, India.
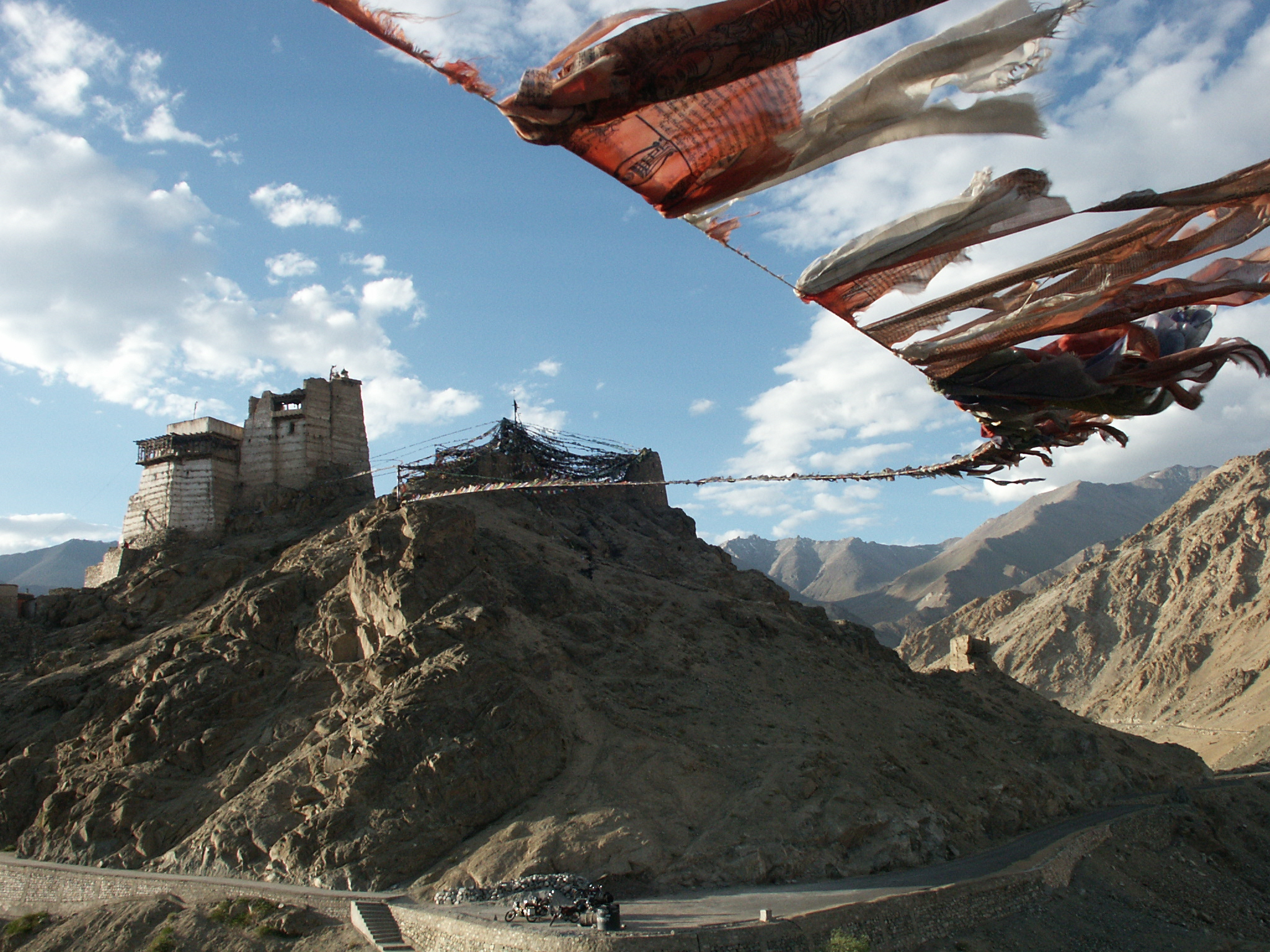
Bandiere di preghiera che connettono due picchi del Picco della Vittoria su Leh, Ladakh, India. Il Namgyal Tsemo Gompa è visibile da questo picco.

## Il momento propizio per appenderle e rimuoverle

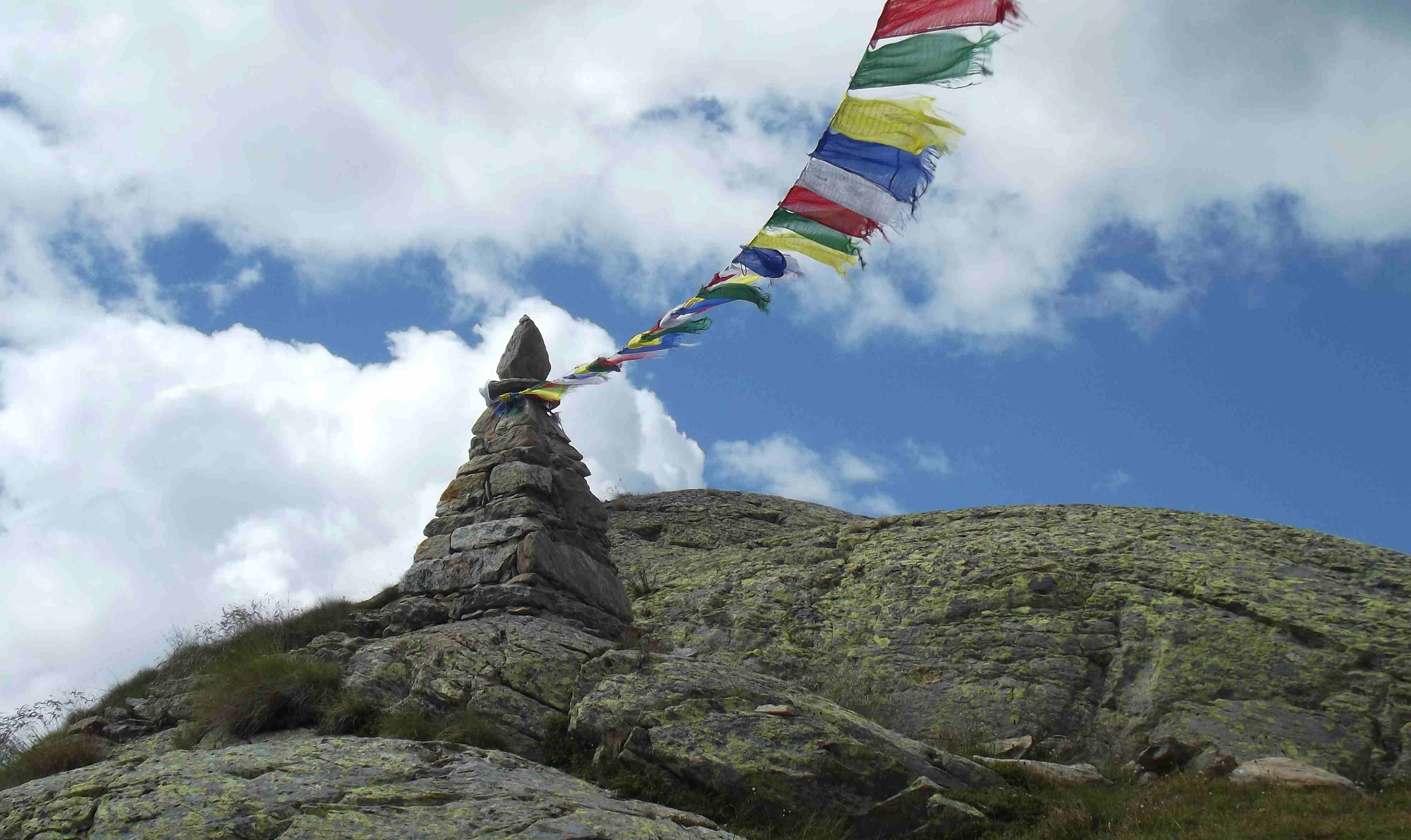
L'ometto e le bandierine sul colle Lazoney (AO).

L'uso della bandierine di preghiera con fini principalmente estetici, ovvero al di fuori di contesti strettamente legati alla pratica del Buddismo, non è in genere scoraggiato dai monaci, perché si ritiene che anche l'uso grazioso e semplice di appendere le bandiere di preghiera diffonde buoni auspici a tutti gli esseri viventi.
Il significato delle bandierine è collegato all’astrologia tibetana, che indica giorni particolarmente favorevoli per appenderle e altri in cui è bene evitare di attaccarle. In questo calendario    i giorni fausti sono indicati con PF (Prayer Flags) e quelli infausti con NPF (No Prayer Flags)
Una volta appese, le bandierine possono anche esser lasciate per sempre, ma si usa sostituirle il giorno del Capodanno Tibetano. Esse, contenendo dei testi sacri, non dovrebbero essere appoggiate a terra né tantomeno buttate tra i rifiuti: viene invece raccomandato che le vecchie siano bruciate, in modo che il fumo che se ne sprigiona diffonda la propria benedizione nell'aria.